# Martina Emsel

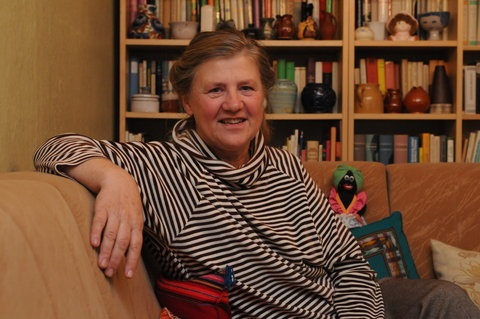
Martina Emsel

Martina Emsel (* 12. April 1955 als Martina Keller in Halle (Saale)) ist eine deutsche Sprach- und Übersetzungswissenschaftlerin. Sie lehrte am Institut für Angewandte Linguistik und Translatologie (IALT) der Universität Leipzig.

## Leben und wissenschaftlicher Werdegang
Von 1973 bis 1977 studierte Martina Emsel an der Sektion Theoretische und angewandte Sprachwissenschaft der damaligen Karl-Marx-Universität Leipzig im Bereich Sprachmittler. Sie absolvierte im Studienjahr 1975/76 ein Auslandsteilstudium an der Universität Havanna in Kuba sowie im letzten Studienjahr ein Ergänzungsstudium für Portugiesisch. Von 1977 bis 1981 folgte nach dem grundständigen Studium, das sie als Diplom-Sprachmittlerin für Französisch und Spanisch abschloss, ein Forschungsstudium im Fachbereich Romanistik auf dem Gebiet der hispanistischen Linguistik an. Danach arbeitete sie zwei Jahre lang als wissenschaftliche Assistentin im Wissenschaftsbereich Spanische Sprache (Sprach- und Übersetzungswissenschaft). Im Jahr 1982 promovierte sie mit einer Schrift zum Thema Zur spanischen Wortschatzentwicklung im Sprachgebrauch der Politik anhand vorwiegend argentinischer Pressetexte. Von 1983 bis 2021 war sie wissenschaftliche Mitarbeiterin am Institut für Angewandte Linguistik und Translatologie in der Abteilung Iberoromanische Sprach- und Übersetzungswissenschaft der Universität Leipzig (bzw. den Vorgängereinrichtungen des Instituts: Sektion Theoretische und Angewandte Sprachwissenschaft sowie Institut für Sprach- und Übersetzungswissenschaft). Im Studienjahr 1987/88 absolvierte sie eine Weiterbildung in Deutsch als Fremdsprache. Seit 1997 ist sie allgemein beeidigte Dolmetscherin und Übersetzerin sowie sprachkundige Sachverständige der französischen und spanischen Sprache für Gerichte und Notare des Landes Sachsen-Anhalt.
Martina Emsel hat zwei Söhne und lebt in Halle (Saale).

## Forschungsschwerpunkte
- Hispanistische Linguistik (Lexikologie und Wortbildung)
- Übersetzungswissenschaft, Übersetzungsprobleme
- Sprachvergleich und Sprachvarianz

## Lehre
Martina Emsel lehrt auf den Gebieten Übersetzen, Übersetzungswissenschaft und Sprachvergleich, hispanistische Linguistik (Wortbildung, Textanalyse), Dolmetschen und entwickelte federführend die konzeptionelle Neufassung und redaktionelle Bearbeitung der Studien- und Prüfungsordnungen für den Bachelorstudiengang Translation, die Masterstudiengänge Translatologie und Konferenzdolmetschen und das Strukturierte Promotionsprogramm Translatologie und Angewandte Linguistik.
Sie absolvierte Lehraufenthalte an verschiedenen Universitäten im Ausland:
- Kuba: Havanna, Santiago de Cuba,
- Spanien: Alcalá de Henares, Alicante, Barcelona (Universitat Autònoma de Barcelona), Castellón, Granada, La Laguna, Las Palmas de Gran Canaria, León, Madrid (Universidad Complutense de Madrid, Universidad Autónoma de Madrid), Málaga, Murcia, Santander, Salamanca, Sevilla (Pablo de Olavide), Valladolid, Vigo, Bilbao-Vitoria (Universidad del País Vasco)
- Frankreich: Paris IV.

## Mitgliedschaft in akademischen Gremien
- Fakultätsrat der Philologischen Fakultät (1994–2020) und Fakultätskommissionen
- Senat der Universität Leipzig (1996–2021) und Senats- bzw. Rektoratskommissionen
- Vorstand der Landesvertretung des Akademischen Mittelbaus Sachsen (1998–2020)

## Internationale Projekte
- 2011 und 2012: „ISoTra“ Internationaler Sommerkurs Translation mit lateinamerikanischen Partnern an der Universität Leipzig
- 2000–2008: Leiterin des Alumni-Projekts mit Kuba (DAAD-Förderung) und Seminarreferentin
- seit 1996: Koordinierung  und Fachbetreuung in Erasmus-Programmen mit ca. 20 Hochschulpartnern in Spanien für die Fachrichtung Translatologie
- 1975/1976: Koordinatorin und Fachvertreterin der Universität Leipzig im TEMPUS-Vorprojekt P-JEP-02267-95 mit der Staatlichen Pädagogischen Universität Vladimir (Russland), der Universität Linköping (Schweden) und der Universität Granada (Spanien) (Hauptkoordinator)

## Schriften (Auswahl)
- Zur spanischen Wortschatzentwicklung im Sprachgebrauch der Politik anhand vorwiegend argentinischer Pressetexte. Dissertation A. Karl-Marx-Universität, Sektion TAS. Leipzig 1981.

### Herausgeberschaft
- Elisenda Bernal, Carsten Sinner, Martina Emsel: Tiempo y espacio en la formación de palabras del español. Peniope, München 2012, ISBN 978-3-936609-54-7.
- Annette Endruschat, Martina Emsel (Hrsg.): Metáforas y su traducción en textos periodísticos, científicos y literarios. Martin Meidenbauer, München 2010, ISBN 978-3-89975-174-1.
- Juan Cuartero Otal, Martina Emsel (Hrsg.): Vernetzungen. Bedeutung in Wort, Satz und Text. Feschrift für Gerd Wotjak zum 65. Geburtstag. Band 1, Peter Lang, Frankfurt am Main 2007, ISBN 978-3-631-54301-6.
- Martina Emsel, Juan Cuartero Otal (Hrsg.): Brücken. Übersetzen und Interkulturelle Kommunikation. Festschrift für Gerd Wotjak zum 65. Geburtstag. Band 2, Peter Lang, Frankfurt am Main 2007, ISBN 978-3-631-54302-3.
- Martina Emsel, Andreas Hellfayer (Hrsg.): Brückenschlag. Beiträge zur Romanistik und Translatologie. Gerd Wotjak zum 60. Geburtstag. Peter Lang, Frankfurt am Main u. a. 2003, ISBN 3-631-50131-5.

### Aufsätze
- Textualitätskriterien und digitale Ressourcen. In: Carsten Sinner, Christine Paasch-Kaiser, Johannes Härtel: Translation 4.0. Dolmetschen und Übersetzen im Zeitalter der Digitalisierung. (Leipziger Studien zur angewandten Linguistik und Translatologie 21). Peter Lang, Frankfurt am Main (2020), ISBN 978-3-631-79219-3,  S. 123–139.
- Categorías denonativas vs. Categorías funcionales en la semántica de verbos denominales. In: Elisenda Bernal, Carsten Sinner, Martina Emsel: Tiempo y espacio en la formación de palabras del español. Peniope, München 2012, ISBN 978-3-936609-54-7, S. 183–197.
- Iglesias gongorinas y debates bizantinos. In: Annette Endruschat, Martina Emsel: Metáforas y su traducción en textos periodísticos, científicos y literarios. Martin Meidenbauer, München 2010, ISBN 978-3-89975-174-1, S. 29–50.
- Übersetzungsfehler im Lernprozess. In: Gerd Wotjak, Vessela Ivanova, Encarnación Tabares Placencia (Hrsg.): Translatione via faciena. Festschrift für Christiane Nord zum 65. Geburtstag. Homenaje a Christiane Nord en su 65 cumpleaños. (Studien zur romanischen Sprachwissenschaft und interkulturellen Kommunikation Band 58). Peter Lang, Frankfurt am Main 2009, ISBN 978-3-631-59486-5, S. 57–68.
- Mikrokosmos der Verbbedeutung in Sprache und Übersetzung. Ist diese Qualität messbar?. In: Peter A. Schmitt, Heike E. Jüngst (Hrsg.): Translationsqualität. (Leipziger Studien zur Angewandten Linguistik und Translatologie, 5). Peter Lang, Frankfurt am Main 2007, ISBN 978-3-631-57187-3, S. 100–111.
- Isotopie als lexikalischer Filter. In: Martina Emsel, Juan Cuartero Otal: Brücken. Übersetzen und Interkulturelle Kommunikation. Festschrift für Gerd Wotjak zum 65. Geburtstag. Band 2, Peter Lang, Frankfurt am Main 2007, ISBN 978-3-631-54302-3, S. 101–107.
- Regionale und soziale Varianz im Translationsprozess – Funktionen und Lösungsstrategien (am Beispiel des Sprachenpaares Spanisch/Deutsch). In: Rudolf Muhr (Hrsg.): Standardvariationen und Sprachideologien in verschiedenen Sprachkulturen der Welt. Österreichisches Deutsch. (Sprache der Gegenwart, Bd. 4). Peter Lang, Frankfurt am Main 2005, ISBN 3-631-53212-1, S. 339–358.
- Textfunktionen und Übersetzungseinheiten als Kriterien für Lösungsstrategien und Bewertungen (am Beispiel von Namen und Zitaten in „Asterix und Latraviata“). In: Eberhard Fleischmann, Peter A. Schmitt, Gerd Wotjak (Hrsg.): Translationskompetenz. Tagungsberichte der Lictra (Leipzig International Conference on Translation Studies 4.–6.10.2001). Stauffenburg, Tübingen 2004, ISBN 3-86057-253-9, S. 311–322.
- Zur Differenzierung und Definition semantischer Funktionen. In: Martina Emsel, Andreas Hellfayer (Hrsg.): Brückenschlag. Beiträge zur Romanistik und Translatologie. Gerd Wotjak zum 60. Geburtstag. Peter Lang, Frankfurt am Main 2003, ISBN 3-631-50131-5, S. 63–83.
- Por otra parte ohne Gegenstück. Semantische Aspekte in Lexikographie vs. Textvorkommen. In: Gerd Wotjak (Hrsg.): Studien zum romanisch-deutschen und innerromanischen Sprachvergleich. Peter Lang, Frankfurt am Main 2001, ISBN 3-631-36321-4, S. 591–603.

### Rezensionen
- Peter Colliander, Doris Hansen (Hrsg.): Übersetzer und Übersetzungskulturen. Martin Meidenbauer, München 2007, ISBN 978-3-89975-509-1. In: Deutsch als Fremdsprache. Nr. 4/2007, S. 249–250.
- Corinna May: Die deutschen Modalpartikeln. Wie übersetzt man sie (dargestellt am Beispiel von eigentlich, denn und überhaupt), wie lehrt man sie?. In: Bonner Romanistische Arbeiten. Nr. 69, Peter Lang, Frankfurt am Main u. a. 2003, ISBN 3-631-36570-5. In: Deutsch als Fremdsprache 3/2003, S. 185–186.
- Angel Felices Lagos, Cecilia Ruis López: Español para el comercio internacional. Términos y expresiones esenciales en el mundo de los negocios. Edinumen, Madrid 1998, ISBN 84-89756-96-1. In: Lebende Sprachen. 3/1999, S. 141–142.